# Андріївський узвіз, 11
Садиба № 11 — комплекс із двох кам'яниць № 11-А (1902—1903) і № 11 (1910—1911). Розташована на Андріївському узвозі в Києві.
Наказом Головного управління охорони культурної спадщини № 10/38-11 від 25 червня 2011 року будівлі внесли до реєстру пам'яток містобудування й архітектури місцевого значення.

## Історія ділянки

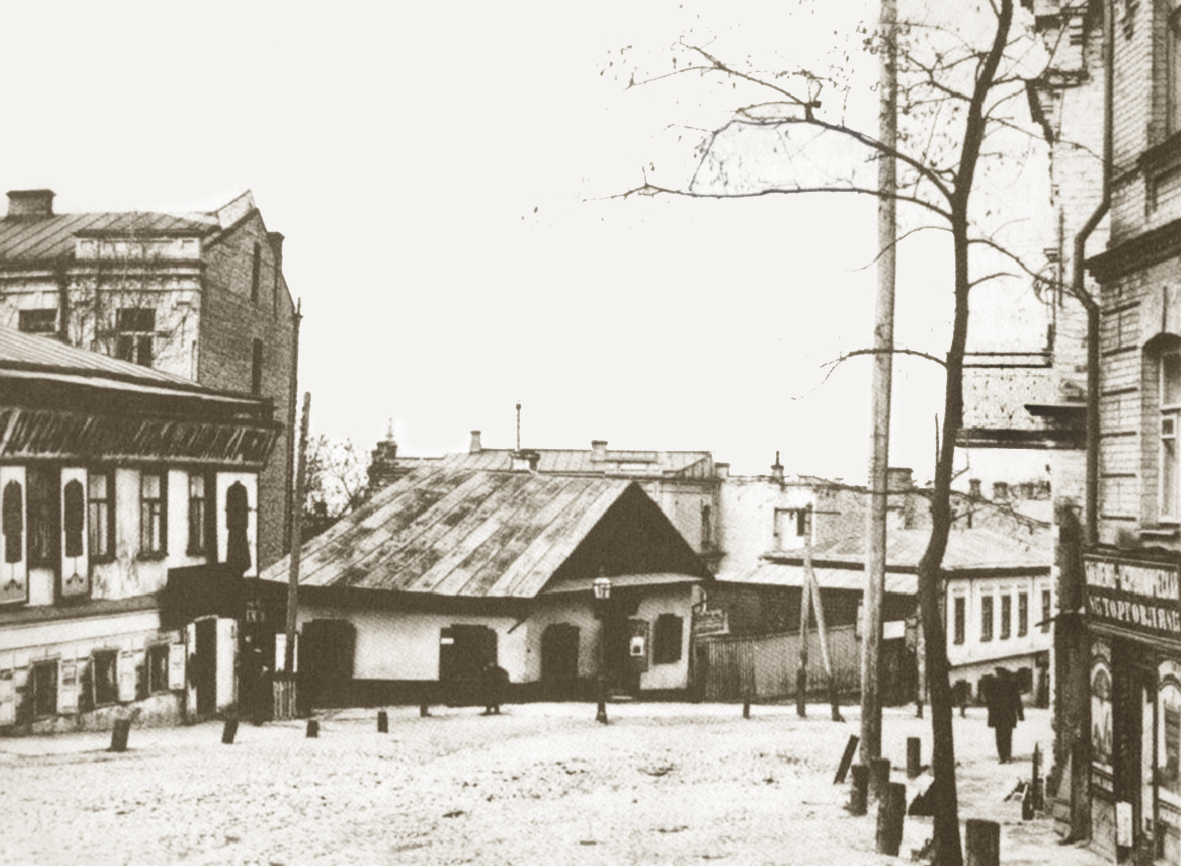
Поворот біля кам'яниці № 11-А, чий балкон видно праворуч

Станом на 1882 рік садиба № 11 (№ 16 — за старою нумерацією) належала містянину Михайлові Петриковцю. Згодом перейшла його дочкам Варварі й Ользі. У відомостях за 1903 і наступні роки власниками значаться Георгій і Наталя Буренки. Георгій Кирилович викладав на курсах бухгалтерії та каліграфії, що на Прорізній, 16, і був членом Київського громадського клубу, який очолював Олександр Кістяківський, син вченого й історика права Олександра Федоровича.
У 1902—1903 роках на ділянці звели двоповерхову кам'яницю, а в 1910—1911 роках — чотириповерхову.
Імовірно, у двоповерховому будинку первісно проживала одна сім'я.
В іншому будинку в 1910-х роках мешкав Карл Шиман, архітектор прибуткових будинків на Андріївському узвозі, 2-Б і 2-В, Верхньому Валу, 48/28, Володимирській, 39/24, Малопідвальній, 10 тощо.
1922 року будівлю націоналізували більшовики. Будинки використовували як житлові.
На даху будинку № 11-А спорудили незаконну надбудову.

## Архітектура

### Двоповерховий будинок №11-А
Цегляна кам'яниця має напівпідвал.

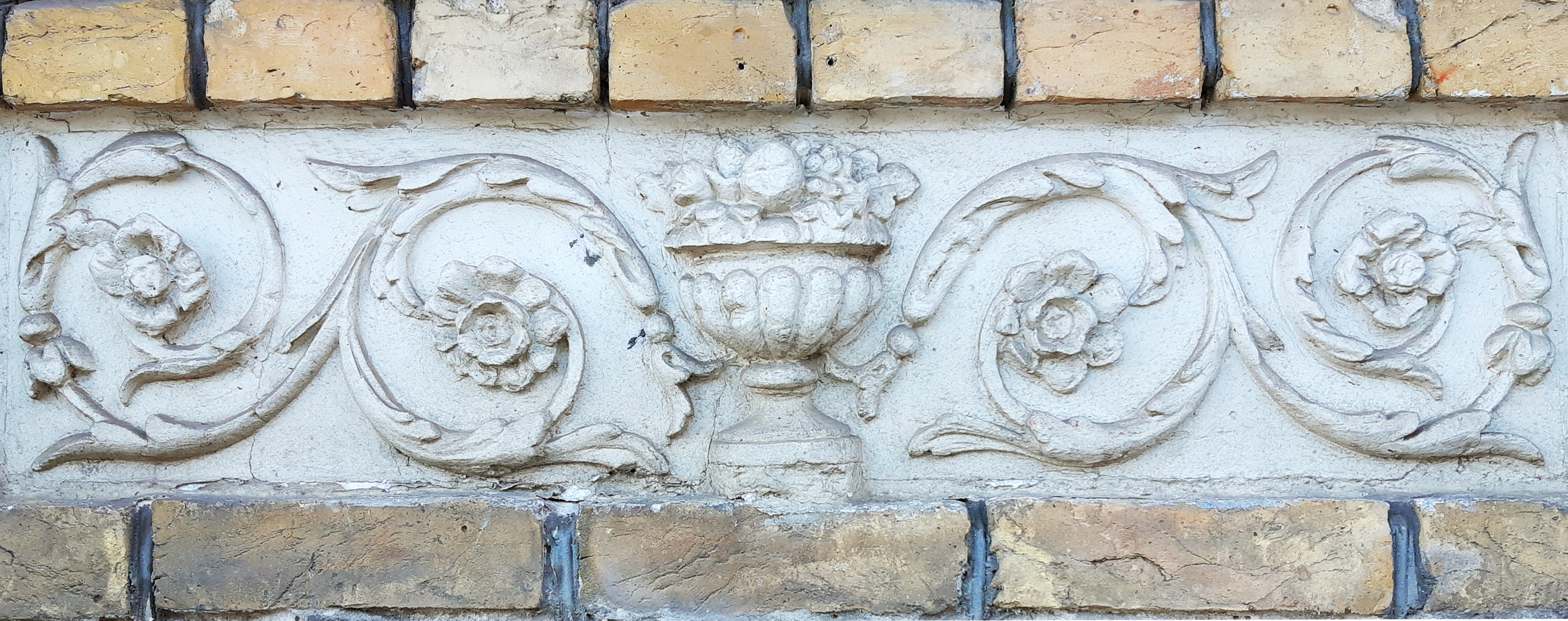
Ліпний декор

Симетричний п'ятивіконний фасад вирішений у формах неоренесансу.  Центральна частина акцентована розкріповкою. 
Фасад оздоблений пишним архітектурно-пластичним декором. Лізени першого поверху рустовані. 
Напівциркульні вікна верхнього поверху обрамляють напівколонки. Архівольти прикрашені замковими каменями з ліпними бородатими маскаронами.

Кам'яниця № 11-А
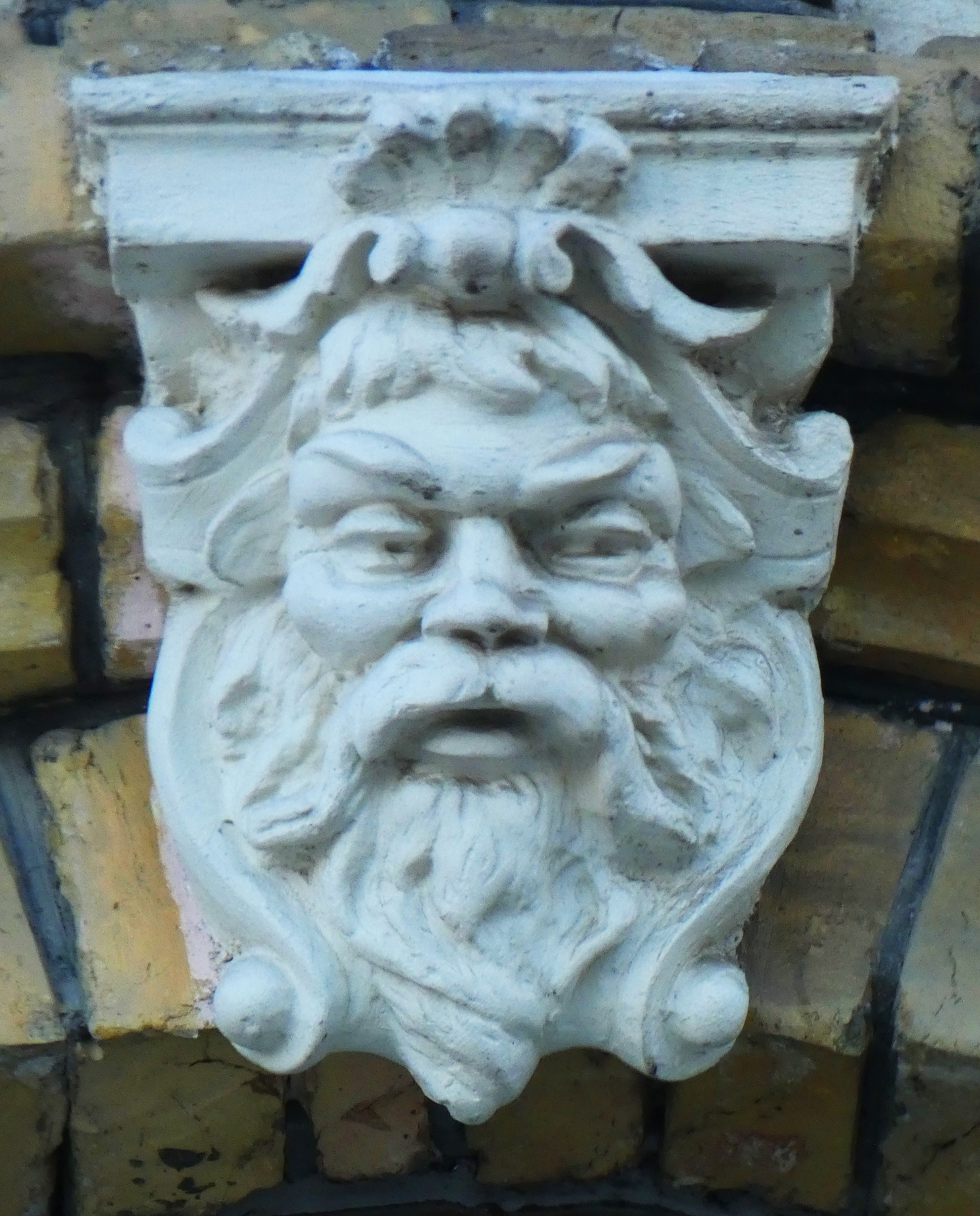
Маскарон
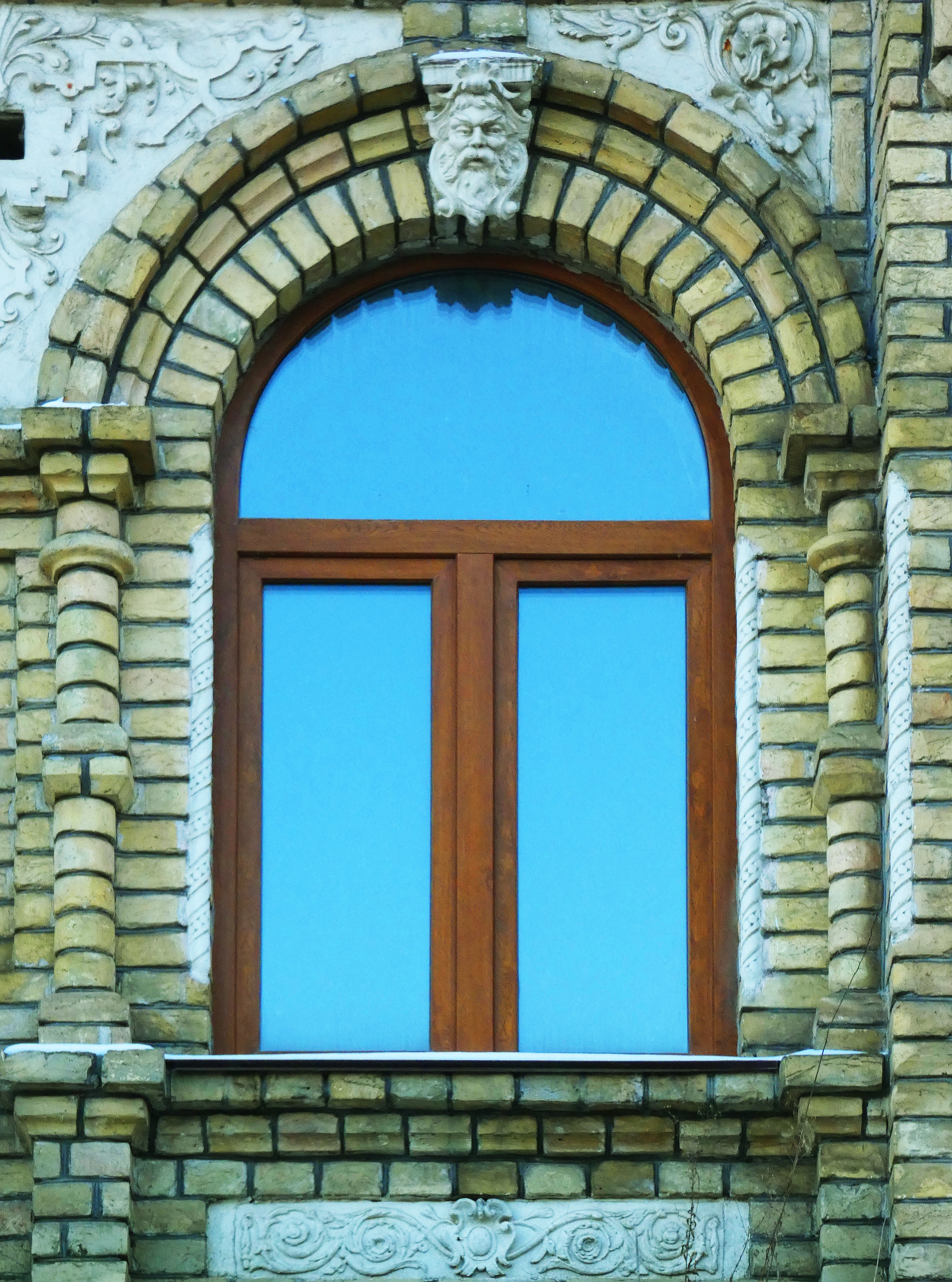
Вікно
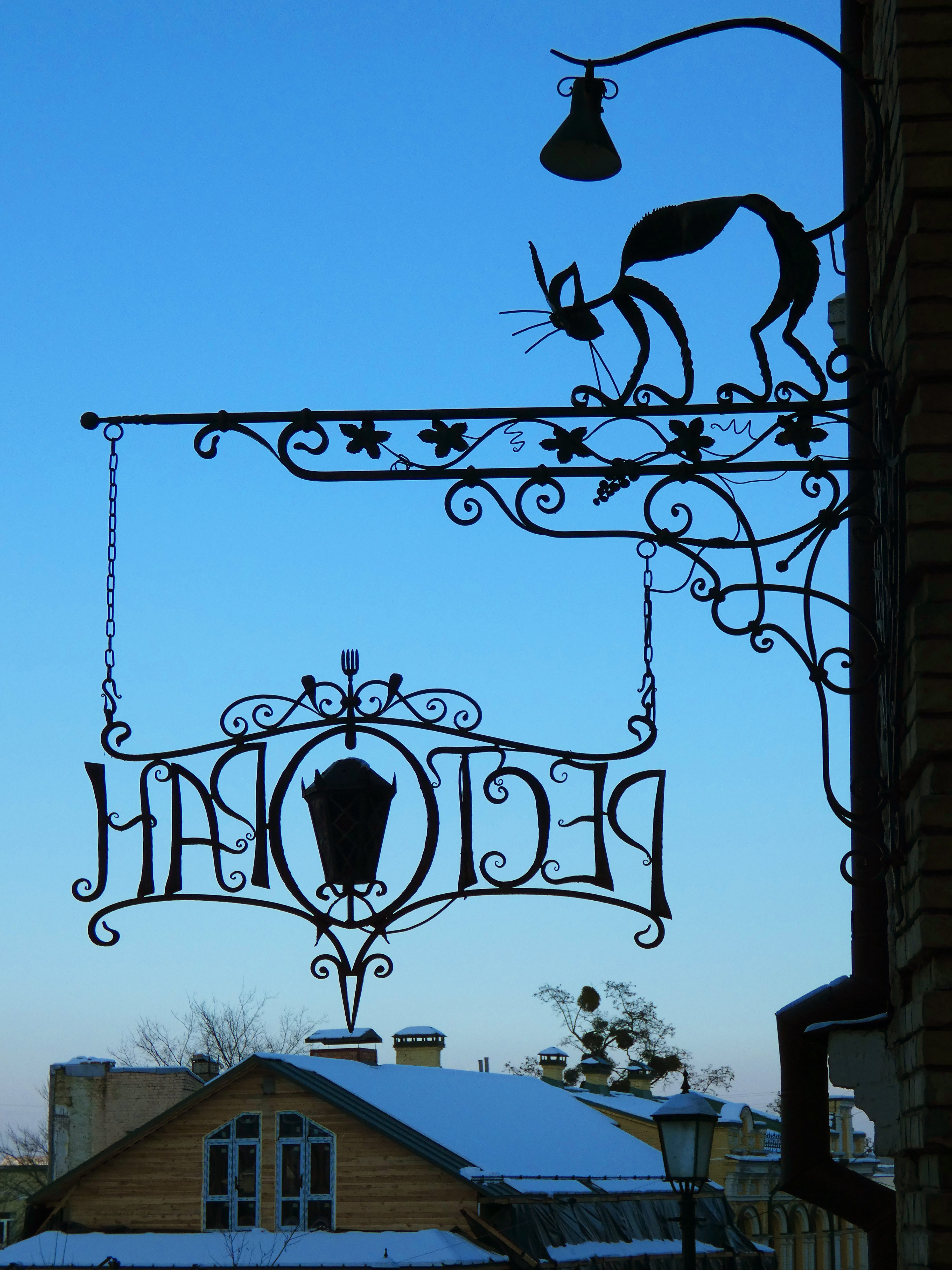
Вивіска
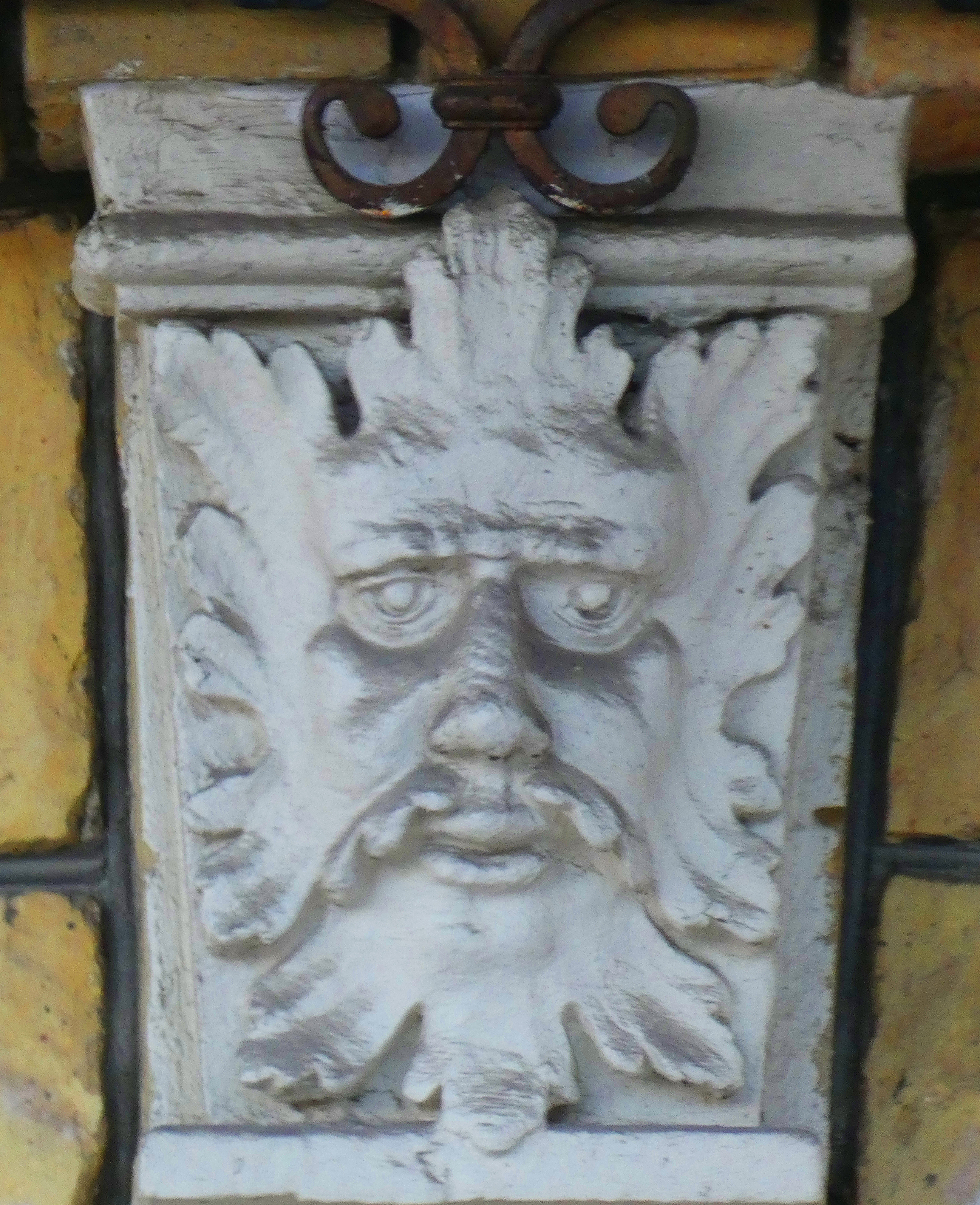
Маскарон

### Чотириповерховий будинок №11

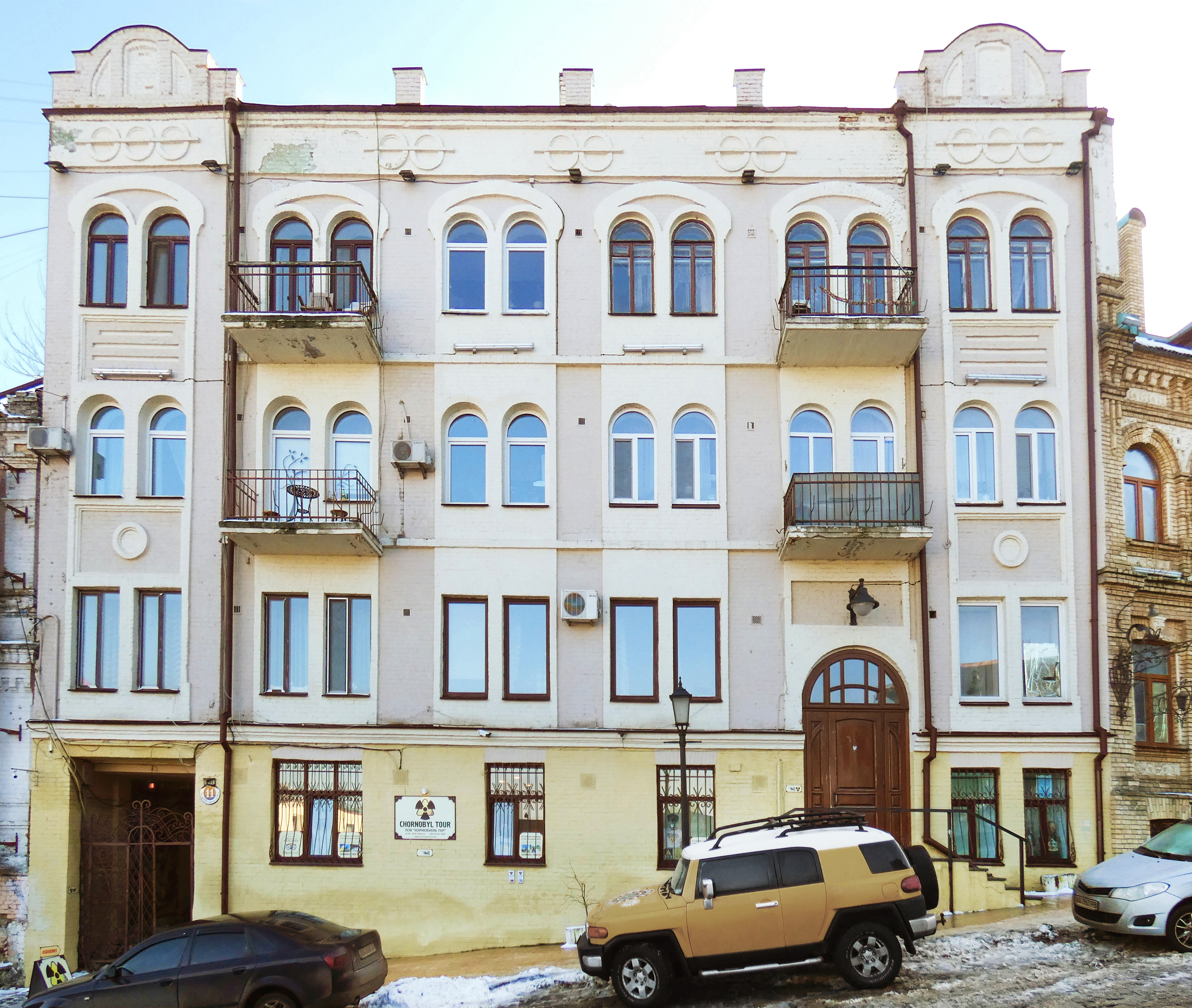
Кам'яниця № 11

Кам'яниця цегляна. Фасад виконаний у формах пізнього модерну з елементами неокласицизму (аркові вікна й кола у вигляді вінків).
У цілому композиція симетрична. Однак арковий вхід і сходова клітка зміщені праворуч, а проїзд на подвір'я — ліворуч.
Архітектура будівлі стримана. Чоловий фасад фланкують розкріповки, увінчані фронтонами. Віконні прорізи прямокутні, а на верхніх поверхах — аркові. Вікна четвертого поверху спарені. Над ними — декор у вигляді перекреслених подвійних і потрійних кіл.